# 长洲水利枢纽
长洲水电站位于中国广西壮族自治区梧州市浔江上游12千米处，坝址横穿长洲岛、泗洲岛和外江、中江、内江。工程于2003年12月开工，2007年9月第一台机组发电。长洲岛和泗洲岛布置土坝，外江、中江、内江两岸均布置接头重力坝，坝顶全长3350米，最大坝高49.3米；外江右岸台地布置双线船闸，过船能力分别为1000吨和2000吨。电站安装15台单机容量4.2万千瓦的灯泡贯流水轮发电机组，总装机容量63万千瓦，年均发电量30.14亿千瓦时。与其他大多数水电站不同的是，长洲水电站枯水期发电量占总发电量的一半以上。因为枯水期其上下游的水位差比丰水期更大。长洲水利枢纽由中国电力投资集团全资子公司广西长洲水电开发有限责任公司负责运营管理。